# Флаг Литовской ССР
Флаг Литовской ССР (лит. Lietuvos TSR vėliava) — республиканский флаг Литовской ССР был принят 15 июля 1953 года и представлял собой полотнище из трёх горизонтально расположенных цветных полос: верхней красного цвета (восемь двенадцатых ширины флага); средней белого цвета (одну двенадцатую ширины флага); нижней зелёного цвета (три двенадцатых ширины флага). В верхнем левом углу красной части флага размещалось изображение золотых серпа и молота с обрамлённой золотой каймой красной пятиконечной звездой над ними. Отношение ширины флага к его длине 1:2. Положение о флаге было закреплено в статье 168 Конституции Литовской ССР от 20 апреля 1978 года.
С 1940 по 1953 годы флаг представлял собой красное полотнище с серпом и молотом в верхнем левом углу и надписью LIETUVOS TSR.
18 ноября 1988 года официальным флагом Литовской ССР вновь стал триколор Первой республики.
На территории современной Литвы публичная демонстрация флага Литовской ССР запрещена и преследуется в уголовном порядке.